# Müggelsee

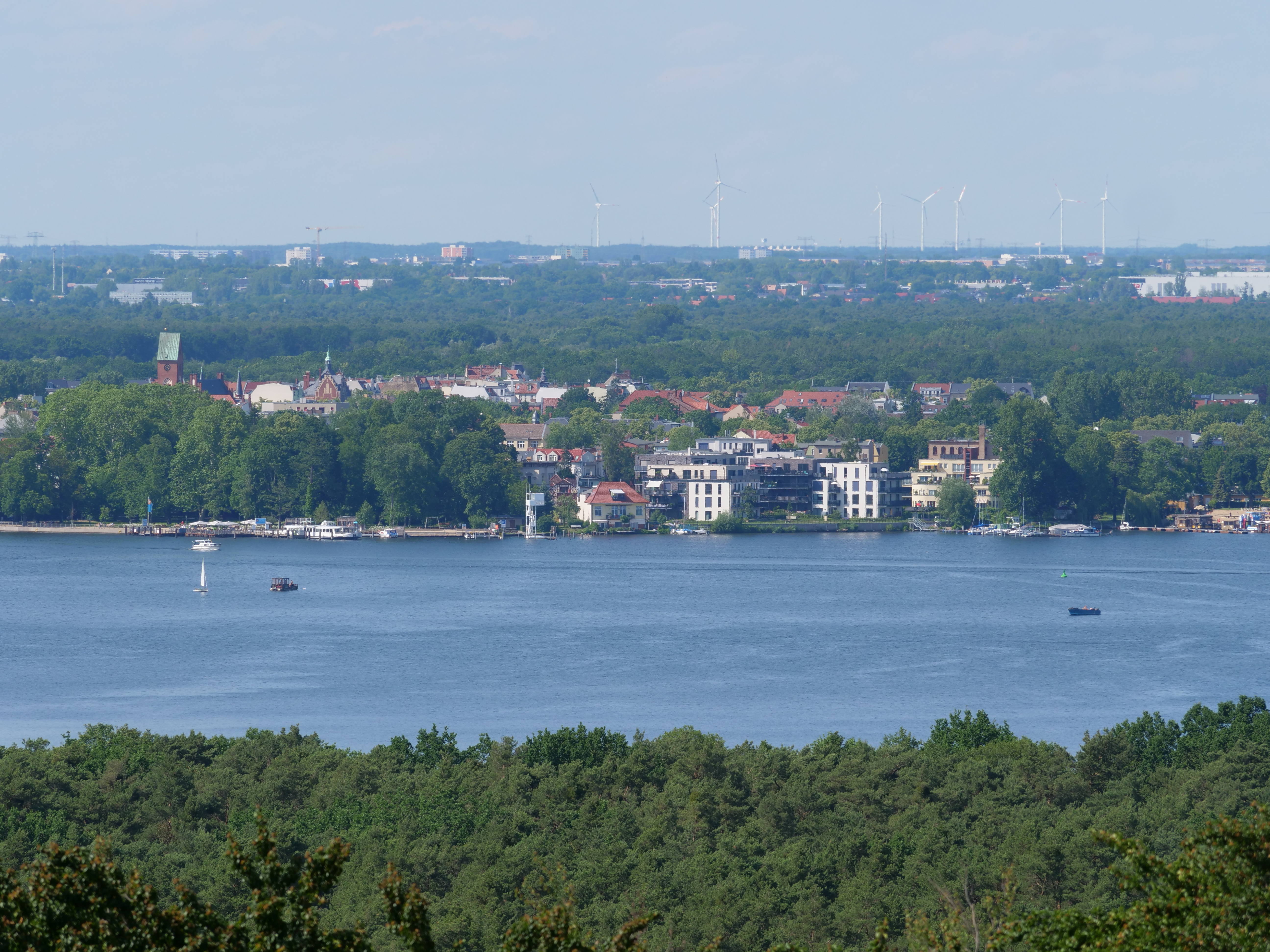

Müggelsee är med en yta av 7,4 km² Berlins största insjö. Den ligger i stadens sydöstra del i stadsdelsområdet Treptow-Köpenick.

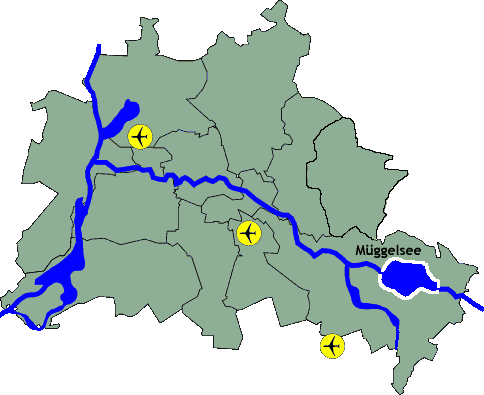
Mueggelsee läge i Berlin

Sjön och dess område skapades under pleistocen. Den genomflyts av floden Spree. Varje år tar man stora mängder av sjöns vatten för att framställa dricksvatten. Vid soligt väder förekommer mycket trafik med småbåtar på sjön.
Müggelsee är ett omtyckt utflyktsmål för Berlinbor och därför finns flera restauranger vid vattnet.
Strax söder om sjön ligger höjdryggen Müggelberge.